# Phoceana tubulifera
Phoceana tubulifera is een mosdiertjessoort uit de familie van de Phoceanidae. De wetenschappelijke naam van de soort werd, als Eschara tubulifera, voor het eerst geldig gepubliceerd in 1867 door Heller.